# Erik Wennerström
Erik Wennerström (* 25. August 1962 in Västanfors) ist ein schwedischer Jurist und Richter am Europäischen Gerichtshof für Menschenrechte.

## Leben und Wirken
Wennerström studierte Rechtswissenschaften an der Universität Uppsala, wo er 1988 seinen Abschluss machte und in der Folge als Dozent tätig war. 1991 schloss er eine zusätzliche Ausbildung zum Diplomaten beim schwedischen Außenministerium ab. Zwischen 1991 und 2000 war Wennerström in verschiedenen Positionen an der schwedischen Botschaft in der Schweiz, in Malaysia und bei der Europäischen Kommission tätig. 2000 kehrte er nach Schweden zurück und wurde Direktor der Abteilung für Internationale Beziehungen im schwedischen Justizministerium. 2005 wechselte er als Direktor ministeriumsintern in die Abteilung für Internationale Strafverfolgung. 2007 wurde Wennerström von der Universität Uppsala zum Dr. iur. promoviert. Im selben Jahr wurde er Chefjustiziar für Internationales Recht im schwedischen Außenministerium. 2012 wurde er Generaldirektor des schwedischen Nationalen Kriminalpräventions-Rates und hatte in der Folge diverse Posten in ähnlichen internationalen Einrichtungen inne, so etwa in der Agentur der Europäischen Union für Grundrechte.
Im Januar 2019 wurde Wennerström als Nachfolger von Helena Jäderblom als Vertreter Schwedens zum Richter am Europäischen Gerichtshof für Menschenrechte gewählt. Er trat seine voraussichtlich bis 2028 dauernde Amtszeit am 1. April 2019 an.